# Niemysłów
Niemysłów  (deutsch 1943–1945 Briesenruh) ist ein Dorf in der Woiwodschaft Łódź in Polen. Es gehört zur Gmina Poddębice im Powiat Poddębicki. Der Ort liegt etwa 11 km westlich von Poddębice und 46 km westlich der Woiwodschaftshauptstadt Łódź.
Das Dorf hat 331 Einwohner.